# Tramwaje w Starym Oskole
Tramwaje w Starym Oskole − system komunikacji tramwajowej działający w rosyjskim mieście Stary Oskoł. 

## Historia
W marcu 1976 rozpoczęto budowę linii tramwajowej. Linię tramwajową oddano do eksploatacji 4 stycznia 1981. Natomiast 29 października otwarto ostatnią część trasy do pętli OEMK. Do 2003 tramwaje były własnością zakładów metalurgicznych. Zajezdnię tramwajową w Starym Oskole zbudowano na 200 wagonów. 

## Linie
W Starym Oskole istnieją trzy linie:
- 1: Prospekt Metalurgow (Gorkolco) − OEMK
- 2: Prospekt Metalurgow (Gorkolco) − BSI
- 3: Prospekt Metalurgow (Gorkolco) − OAO Skorostnoj Tramwaj

## Tabor
W Starym Oskole pierwszymi eksploatowanymi tramwajami były wagony KTM-5. Najwięcej tramwajów posiadano w 1990 r. – 76 wagony liniowe. Obecnie tabor składa się z 76 wagonów liniowych:
| typ        | sztuk |
| ---------- | ----- |
| KTM-5      | 57    |
| KTM-19K    | 9     |
| KTM-19KT   | 6     |
| KTM-23     | 2     |
| AKSM-62103 | 2     |

Tabor techniczny składa się z 10 wagonów.